# 왕징면
왕징면(旺澄面)은 경기도 연천군의 면이다.

## 개요
왕징면은 16km의 휴전선과 연접한 최북단 접경 지역으로서 전지역이 군사시설 보호구역이다. 전통적인 농촌 지역으로 교육·문화 시설 및 주민 소득원이 빈약하다. 4개 리(무등·노동·북삼·동중리)에만 주민이 거주하고 3개 리(강내·강서·작동리)는 민통선 출입 영농 지역인데, 군사통제에 의해 영농 활동 및 생활에 제약이 많다. 18개 법정리 중 7개 리를 제외하고는 비무장지대와 군사분계선 북쪽에 위치하고 있다.
1914년 부군면 통폐합 때 삭녕군 서면과 남면이 서남면으로 통합됐다. 한국 전쟁으로 대한민국이 일부 지역을 수복하여 1954년 11월 17일 서남면의 수복지구(고장리)가 왕징면에 편입되었다.
조선민주주의인민공화국은 1952년 12월 군면리 대폐합때 서남면 지역을 모두 강원도 철원군에 편입시켰다가, 1961년 3월 오탄리를 제외한 옛 서남면 지역을 개성시 장풍군(경기도 장단군의 후신)에 이관하였다.
대한민국 정부는 서남면이 미수복 지구까지 왕징면에 편입된 것으로 보고 이북5도위원회에 의한 면장 임명을 하지 않는다.

## 행정 구역
| 법정리   | 한자명   | 행정리 | 비고                                              |
| -------- | -------- | ------ | ------------------------------------------------- |
| 무등리   | 無等里   | 무등리 | 면 행정복지센터 소재지                            |
| 노동리   | 蘆洞里   | 노동리 |                                                   |
| 북삼리   | 北三里   | 북삼리 |                                                   |
| 강내리   | 江內里   | -      | 거주 인구 없음                                    |
| 강서리   | 江西里   | -      | 거주 인구 없음                                    |
| 동중리   | 東中里   | 동중리 |                                                   |
| 고왕리   | 高旺里   | -      | 거주 인구 없음                                    |
| 고잔상리 | 高棧上里 | -      | 거주 인구 없음                                    |
| 고잔하리 | 高棧下里 | -      | 거주 인구 없음                                    |
| 기곡리   | 基谷里   | -      | 거주 인구 없음                                    |
| 작동리   | 鵲洞里   | -      | 거주 인구 없음                                    |
| 임강리   | 臨江里   | -      | 장단군 강상면에서 편입, 미수복                    |
| 오탄리   | 伍炭里   | -      | 서남면에서 편입 고장리 제외 미수복 거주 인구 없음 |
| 귀존리   | 貴存里   | -      | 서남면에서 편입 고장리 제외 미수복 거주 인구 없음 |
| 고장리   | 古莊里   | -      | 서남면에서 편입 고장리 제외 미수복 거주 인구 없음 |
| 장학리   | 獐鶴里   | -      | 서남면에서 편입 고장리 제외 미수복 거주 인구 없음 |
| 가천리   | 佳川里   | -      | 서남면에서 편입 고장리 제외 미수복 거주 인구 없음 |
| 냉정리   | 冷井里   | -      | 서남면에서 편입 고장리 제외 미수복 거주 인구 없음 |

## 관공서·교육 기관
- 임진농협 왕산지점
- 왕산초등학교
- 연천소방서 왕징지역대
- 왕징파출소
- 미산우체국
- 왕산보건지소